# اندری کووال
اندری کووال (اوکراینی: Андрій Анатолійович Коваль؛ زادهٔ ۶ دسامبر ۱۹۸۳) بازیکن فوتبال اهل اوکراین است.
از باشگاه‌هایی که در آن بازی کرده‌است می‌توان به باشگاه فوتبال متالیست خارکوف اشاره کرد.